# Parque nacional del Jaú
El Parque Nacional de Jaú (en portugués Parque Nacional do Jaú) es la mayor reserva selvática de Brasil y el mayor parque natural del mundo en selva tropical húmeda intacta. Se localiza en la selva amazónica, abarcando los municipios de Novo Airão y Moura, en el estado de Amazonas (Brasil).
Tiene una superficie de 23 778,9 km². El perímetro del parque es de 1213,7 km.
Es administrado por el IBAMA (Instituto Brasileño del Medio Ambiente) y de los Recursos Naturales Renovables.
La Unesco reconoce al parque como patrimonio de la humanidad con el nombre del Complejo de conservación de la Amazonia Central.

## Objetivos específicos del parque
Preservar los ecosistemas naturales protegidos contra cualquier alteraciones que los desvirtúen, destinándose a fines científicos, culturales, educativos y recreativos.

## Atractivos
Cuenta con la exuberancia de la selva amazónica y toda su biodiversidad de flora y fauna. El parque es óptimo para la práctica de senderismo y canoa, para contemplación de sus bellezas naturales.
Hay un recorrido al río Carabinani.
La riqueza de la selva tropical y el mayor lago amazónico, el Amaná, son los reclamos del parque. La vegetación es densa, compuesta por selva densa tropical o por selvas abiertas.
Una curiosidad, en el parque existe aproximadamente un caimán por kilómetro, en todos sus hábitats.
El período ideal para visitas es entre julio y noviembre. El clima es húmedo debido a las selvas tropicales, pero la época más lluviosa abarca los meses de diciembre y abril.
A partir de Manaus, se puede viajar en barco por el río Negro hasta Novo Airão, que lleva entre las 6:00 a 18:00. En Novo Airão, se debe alquilar otro barco y seguir por el río Jaú hasta el área del parque. Por vía terrestre, se debe ir a través de la carretera Manacapuru/Novo Airão. El parque permanece abierto de las 7h a las 18h. El precio de la entrada es de R$ 3,00.
Se debe buscar alojamiento en Novo Airão, al sur del parque, o en Barcelos, al norte. Dentro del parque existe un centro de visitantes y alojamiento para los investigadores, con atracadero de barcos y dos alojamientos flotantes.

## Antecedentes legales
La creación del parque fue propuesta por el IBAMA, con el apoyo de los estudios realizados por el INPA, en castellano, Instituto de Investigación de la Amazonía), considerando el área valiosa para preservación de recursos genéticos.
El parque fue creado el 24 de septiembre de 1980. En 2000, el parque fue inscrito por la Unesco en la lista del Patrimonio de la Humanidad. En 2003, la protección se amplió cambiando el nombre de la denominación a Complejo de conservación de la Amazonía Central.

## Pobladores indígenas
El Parque Nacional Jaú, ubicado en la selva amazónica en Brasil, es hogar de varios grupos indígenas, cada uno con su propia cultura, idioma y forma de vida distintiva. Algunos de los pueblos indígenas más prominentes dentro y alrededor del parque incluyen:
El grupo Sateré-Mawé es conocido por su profunda conexión con el bosque y sus prácticas tradicionales, como el cultivo de guaraná, una planta integral en su cultura y economía; tienen una rica tradición oral y mantienen una estructura comunitaria muy unida. El pueblo Tucano habita las regiones del norte del parque; son conocidos por su elaborada organización social y rituales intrincados, que a menudo incluyen música y danza. Sus creencias tradicionales están estrechamente ligadas al mundo natural. Los Kambeba son conocidos por sus habilidades en la pesca y la caza; tradicionalmente dependen de los recursos de los ríos y bosques para su sustento y tienen una profunda conexión espiritual con su entorno.
Hay varios grupos más pequeños o menos documentados en la zona, cada uno contribuyendo al mosaico cultural de la región. Estos grupos a menudo enfrentan desafíos relacionados con los derechos sobre la tierra, los cambios ambientales y las presiones externas.
Estas comunidades indígenas juegan un papel crucial en la conservación de la selva amazónica, ya que su conocimiento tradicional y prácticas sostenibles ayudan a mantener la biodiversidad y el equilibrio ecológico del área. Sin embargo, también enfrentan desafíos significativos por la deforestación, la tala ilegal y la invasión de actividades agrícolas, que amenazan sus tierras y su forma de vida. Los esfuerzos para proteger sus derechos y preservar sus culturas son esenciales para el futuro tanto de los pueblos indígenas como de la biodiversidad de la Amazonía.

## Aspectos culturales e históricos

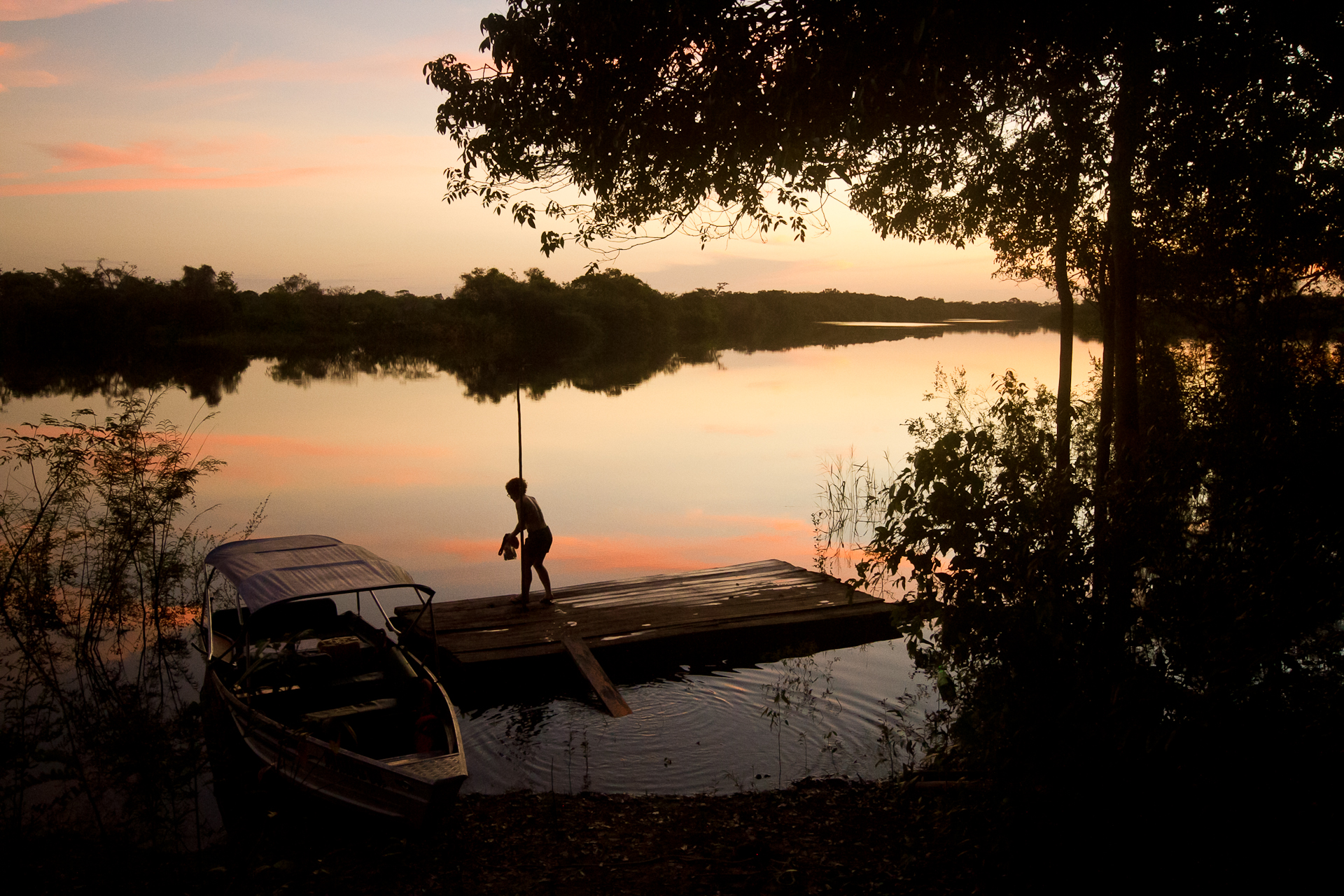
Río Jaú al atardecer.

En el río Negro, cerca del río Jaú, se encuentran las ruinas de Airão Velho, que fue el asentamiento portugués más antiguo del río Negro y un importante centro comercial durante el Ciclo del Caucho. 
La región del parque fue el primer polo de colonización de la Amazonía por indígenas, marcado por batallas por la posesión del territorio. Por otro lado en los ríos Negro, Jaú y Unini, hay vestigios de antiguos pueblos indígenas en forma de cerámica y petroglifos..
La cuenca del río Jaú, que baña el parque, debe su nombre a uno de los peces más grandes de Brasil, el jaú, paulicea luetkeni. La palabra Jaú, viene del idioma tupí, y acabó nombrando el parque nacional.
Una de las peculiaridades más extraordinarias del parque está en el hecho de ser la única área protegida de Brasil, que abarca la totalidad de la cuenca de un río extenso y caudaloso, de unos 450 km. De esta forma se preserva el ecosistema de aguas negras.
Quilombola de Tambor -
Cabe señalar que el parque fue creado sin tener en cuenta la existencia de cientos de familias que viven allí desde hace décadas, especialmente la comunidad Quilombola de Tambor. Hoy, decenas de familias viven allí y luchan por mantener sus derechos y garantizar su calidad de vida. En 2006, la comunidad quilombola restante de Tambor, situada en el río Jaú, fue reconocida oficialmente por la Fundación Cultural Palmares, en el Registro n.º 563, Fl. 73, de 19 de mayo de 2006, mediante la Ordenanza n.º 11, de julio de 2006. Diário Oficial da União, n.º 108, 07/07/2006. Hasta el momento están luchando por la demarcación de sus tierras, en un proceso que se encuentra actualmente en los tribunales.

## Aspectos físicos y biológicos

### Clima
El clima es húmedo, la temperatura media anual varía en torno a los 26 a 26,7 °C, con máximas de 31,4 a 31,7 °C y las mínimas entre los 22 a 23 °C (DMPM, 1992). La estación de lluvia comprende los meses de noviembre a mayo y la estación seca los meses de junio a octubre.
El régimen de lluvias en el Parque Nacional de Jaú, es una característica climática fundamental para la dinámica ecológica de la región. Este parque, con una extensión de más de 2,3 millones de hectáreas, presenta un clima tropical húmedo, caracterizado por una gran cantidad de precipitación durante todo el año. Sin embargo, el régimen de lluvias no es completamente uniforme y presenta variaciones estacionales.
En términos generales, el Parque Nacional de Jaú experimenta una estación lluviosa que va de noviembre a mayo, con los picos de precipitaciones intensas entre los meses de marzo y abril. Durante este período, la región recibe lluvias abundantes, que superan los 200 mm mensuales en algunos meses, lo que contribuye a la formación de ríos, igarapés (ríos pequeños) y lagunas que atraviesan el parque. Esta abundancia de agua es crucial para la biodiversidad local, ya que mantiene los ecosistemas acuáticos activos, esenciales para la vida de numerosas especies de fauna y flora.
Por otro lado, la estación seca, que ocurre entre junio y octubre, se caracteriza por precipitaciones más bajas, aunque aún se mantienen niveles relativamente altos en comparación con otras regiones del mundo. Durante este período, las lluvias disminuyen considerablemente, pero los niveles de humedad en la selva amazónica siguen siendo elevados debido a la alta evapotranspiración de la vegetación.
El régimen de lluvias tiene un impacto directo en los ecosistemas del parque, ya que las variaciones en las precipitaciones influyen en los patrones de migración de especies acuáticas y terrestres, así como en los ciclos de crecimiento de la vegetación. Las fluctuaciones en los niveles de agua de los ríos y lagunas también afectan la disponibilidad de recursos para las comunidades locales y la fauna, lo que resalta la importancia del clima para la estabilidad ecológica del Parque Nacional de Jaú.

### Relieve
Situado en la planicie de la Amazonía Occidental, tiene un relieve plano y altitudes en torno a los 100 m s. n. m. Acompañando los lecho de los ríos aparecen aluviones del cuaternario, formados por arenas, arenas finas y arcillas.

### Flora
La vegetación tiene una predominancia de selva ombrófila densa, donde son frecuentes los grupos de nueces del Brasil Bertholletia excelsa, Pithecellobium racemosum, Vochysia maxima, Diplotropis spp, Virola spp, Protium spp y Manilkara huberi. Es también frecuente en el área una liana que abastece de agua de excelente calidad: el Doliocarpus rolandri.
En la parte más elevada, al nordeste del parque, se encuentra una porción de selva densa de submontaña, donde los arbustos más representativos son el Parahancornia amapa, Micropholis guyanensis, Couma guianensis y Holopyxidium jarana.
A lo largo de las llanuras aluviales de los ríos Carabinani e Jaú, inundadas de manera estacional, se generan los agrupamentos de las palmeras, como las Iriartea spp, el asaí (Euterpe olerácea) y Astrocaryon spp.
Es en las áreas aluviales más antiguas, raramente afectadas por las inundaciones, es el ambiente de la selva abierta aluvial, también con fuerte predominancia de palmeras, como el moriche Mauritia flexuosa.

### Fauna

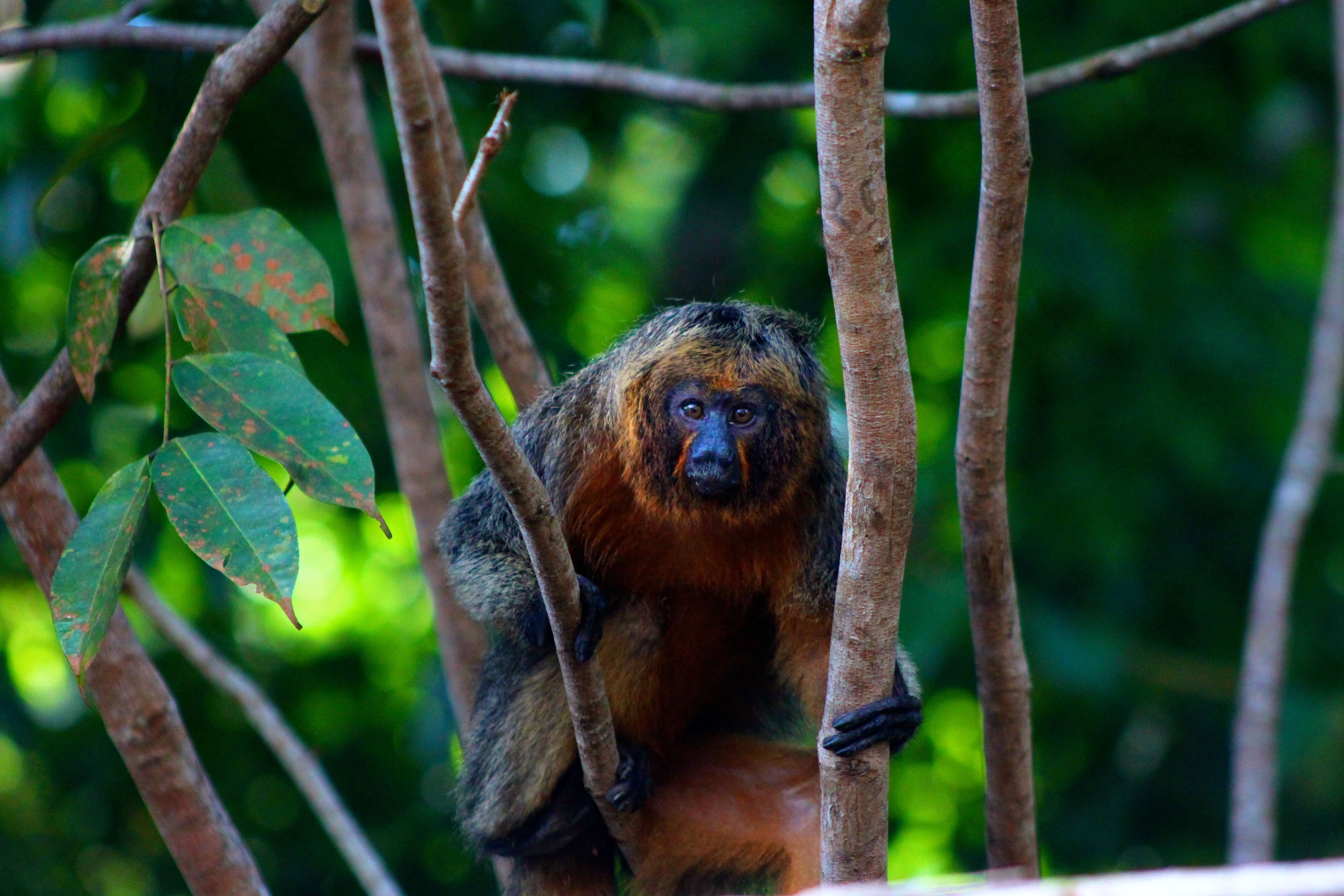
Especies que se encuentran en la reserva forestal.

Típicos de la fauna ecuatorial, son los mamíferos de hábitos crepusculares y nocturnos, como las raras y/o amenazadas el jaguar (Panthera onca), el puma (Puma concolor), además de felinos menores, como el ocelote (Leopardus pardalis), el yaguarundí (Herpailurus yaguarondi) y el tigrillo (Leopardus tigrinus).
Hay también el manatí (Trichechus inunguis), la nutria gigante (Pteronura brasiliensis), el delfín rosado (Inia geoffrensis), Alouata seniculus, los micos nocturnos Aotus trivirgatus, el mico de olor Saimiri sciureus y el tapir Tapirus terrestris.
Entre los peces, se encuentran el pirarucú (Arapaima gigas), el tucunaré (Cichla spp.) y el tambaquí (Colossoma macropomum).
Hay una gran variedad de reptiles, la tortuga terrestre de patas rojas (Geochelone spp), el caimán negro (Melanosuchus niger), la anaconda (Eunectes murinus) y las tortugas.
Entre las aves, están las garzas, las guacamayos, los loros y el Nyctidromus albicollis, entre otras.

## Amenazas
Aunque este parque desempeña un papel crucial en la preservación de la biodiversidad de la región amazónica, enfrenta varias amenazas significativas que comprometen su integridad ecológica. 
La tala ilegal de árboles para la extracción de madera y la expansión de tierras agrícolas son las principales amenazas a la vegetación del parque. A pesar de ser una área protegida, el avance de la frontera agrícola y la demanda de productos como la soja y la carne han impulsado la deforestación en las áreas cercanas, lo que afecta indirectamente al parque.
La minería, especialmente la extracción ilegal de oro, ha sido un problema creciente en la región. Las actividades mineras, tanto legales como ilegales, contaminan los ríos y el suelo con mercurio, afectando gravemente a los ecosistemas acuáticos y a las especies que dependen de ellos, incluyendo peces y comunidades indígenas que viven en la zona.
La sobrepesca y la pesca en áreas no reguladas también constituyen una amenaza para los ecosistemas acuáticos del parque. Aunque el área es protegida, la pesca ilegal persiste debido a la falta de vigilancia efectiva y a la alta demanda de recursos pesqueros.
Los incendios forestales, aunque no siempre provocados intencionalmente, representan un riesgo considerable. Estos pueden ser generados por actividades ilegales como la quema para la expansión agrícola o para limpiar tierras, lo que también destruye hábitats esenciales y aumenta las emisiones de gases de efecto invernadero.
La caza ilegal de animales, especialmente especies de fauna silvestre como el jaguar, el tapir y otras especies en peligro, es una amenaza constante. Esta actividad no solo pone en peligro a las especies, sino que también altera el equilibrio ecológico del parque.
La presión para ampliar áreas de cultivo y ganadería en la región amazónica también afecta al Parque Nacional de Jaú. Aunque el parque es una zona protegida, la cercanía con áreas de expansión agrícola hace que sea vulnerable a invasiones y actividades no autorizadas.
El cambio climático puede afectar la biodiversidad del parque, alterando los patrones de lluvia, las temperaturas y los ecosistemas. Estos cambios pueden provocar un desajuste en las especies locales y alterar los ciclos biológicos de flora y fauna.
La falta de infraestructura adecuada para la vigilancia y el monitoreo en el parque dificulta la implementación de medidas efectivas para protegerlo. El acceso remoto y la falta de recursos para la administración dificultan el control de las actividades ilegales y la aplicación de políticas de conservación.
A pesar de las leyes que prohíben actividades ilegales dentro del parque, muchas comunidades indígenas y rurales cercanas dependen de recursos naturales dentro del parque para su subsistencia. Esto puede generar conflictos de uso de la tierra y recursos, con efectos sobre la biodiversidad local.
El desarrollo de infraestructuras como carreteras, represas y otras obras dentro y cerca del parque puede alterar significativamente el hábitat natural, fragmentar ecosistemas y crear corredores para actividades ilegales.